# Doug Liman
Douglas Eric Liman (/ˈlaɪmən/) (New York, 1965. július 24. –) amerikai filmrendező és filmproducer.
Ismertebb filmrendezései közé tartozik a Bárbarátok (1996), A Bourne-rejtély (2002), a Mr. és Mrs. Smith (2005), a Hipervándor (2008), A holnap határa (2014) és a Barry Seal: A beszállító (2016).

## Filmográfia

### Film
| Év   | Magyar cím               | Eredeti cím          | Feladatkör | Feladatkör | Feladatkör |
| Év   | Magyar cím               | Eredeti cím          | Rendező    | Producer   | Operatőr   |
| ---- | ------------------------ | -------------------- | ---------- | ---------- | ---------- |
| 1994 | A várólistás gyilkos     | Getting In           | Igen       | Nem        | Nem        |
| 1996 | Bárbarátok               | Swingers             | Igen       | Nem        | Igen       |
| 1999 | Nyomás!                  | Go                   | Igen       | Nem        | Igen       |
| 2002 | A Bourne-rejtély         | The Bourne Identity  | Igen       | Igen       | Nem        |
| 2004 | Messziről jött feleség   | Mail Order Wife      | Nem        | Igen       | Nem        |
| 2004 | A Bourne-csapda          | The Bourne Supremacy | Nem        | Vezető     | Nem        |
| 2005 | Mr. és Mrs. Smith        | Mr. & Mrs. Smith     | Igen       | Nem        | Nem        |
| 2007 | A Bourne-ultimátum       | The Bourne Ultimatum | Nem        | Vezető     | Nem        |
| 2007 | A gyilkos emelet         | The Killing Floor    | Nem        | Vezető     | Nem        |
| 2008 | Hipervándor              | Jumper               | Igen       | Nem        | Nem        |
| 2010 | Államtrükkök             | Fair Game            | Igen       | Igen       | Igen       |
| 2014 | A holnap határa          | Edge of Tomorrow     | Igen       | Vezető     | Nem        |
| 2016 | Jason Bourne             | Jason Bourne         | Nem        | Vezető     | Nem        |
| 2017 | A fal                    | The Wall             | Igen       | Nem        | Nem        |
| 2017 | Barry Seal: A beszállító | American Made        | Igen       | Nem        | Nem        |
| 2021 | Karantén meló            | Locked Down          | Igen       | Vezető     | Nem        |
| 2021 | A fejedbe látok          | Chaos Walking        | Igen       | Nem        | Nem        |
| 2024 | Országúti diszkó         | Road House           | Igen       | Nem        | Nem        |

### Televízió
| Év        | Magyar cím     | Eredeti cím               | Feladatkör | Feladatkör      |
| Év        | Magyar cím     | Eredeti cím               | Rendező    | Vezető producer |
| --------- | -------------- | ------------------------- | ---------- | --------------- |
| 2003–2004 | A narancsvidék | The O.C.                  | Igen       | Igen            |
| 2006      |                | Heist                     | Igen       | Igen            |
| 2010–2014 | Kettős ügynök  | Covert Affairs            | Nem        | Igen            |
| 2011–2012 |                | I Just Want My Pants Back | Igen       | Igen            |
| 2011–2019 | Briliáns elmék | Suits                     | Nem        | Igen            |
| 2016      |                | Captive                   | Nem        | Igen            |
| 2018–2019 |                | Impulse                   | Igen       | Igen            |
| 2019      |                | Pearson                   | Nem        | Igen            |
| 2022      | Megzsarolva    | The Recruit               | Igen       | Igen            |

## Díjak és jelölések
elnyert
- 1997: MTV Movie Award a legjobb feltörekvő rendezőnek – Bárbarátok

jelölés
- 2000: Independent Spirit díj a legjobb rendezőnek – Nyomás!
- 2010: Arany Pálma – Államtrükkök
- 2015: Szaturnusz-díj a legjobb rendezőnek – A holnap határa

## Fordítás
- Ez a szócikk részben vagy egészben  a   Doug Liman című angol Wikipédia-szócikk fordításán alapul.  Az eredeti cikk szerkesztőit annak laptörténete sorolja fel. Ez a jelzés csupán a megfogalmazás eredetét és a szerzői jogokat jelzi, nem szolgál a cikkben szereplő információk forrásmegjelöléseként.